# Carriola fenestrata
Carriola fenestrata är en fjärilsart som beskrevs av George Francis Hampson 1893. Carriola fenestrata ingår i släktet Carriola och familjen tofsspinnare. Inga underarter finns listade i Catalogue of Life.